# Gaston Litaize
Gaston Litaize, né le 11 août 1909 à Ménil-sur-Belvitte (Vosges), mort le 5 août 1991 à Bruyères (Vosges), est un organiste, improvisateur, professeur et compositeur français. 

## Biographie
Aveugle de naissance, Gaston Litaize commence l'orgue à 12 ans avec Charles Magin, puis il poursuit à l'Institut national des jeunes aveugles dans la classe d'Adolphe Marty ; enfin, son apprentissage se termine au Conservatoire de Paris avec Marcel Dupré pour l'orgue, ainsi que Georges Caussade et Henri Büsser. Il y remporte les prix d'orgue, d'improvisation, de fugue et de composition.
En 1938, il obtient le deuxième premier grand Prix de Rome de composition. En 1976, il est à l'orgue pour l'enregistrement de la Symphonie N° 3 de Camille Saint-Saëns sous la direction de Daniel Barenboim. 
Gaston Litaize fut notamment titulaire de l'orgue de l'église Notre-Dame-de-la-Croix de Ménilmontant à Paris, puis à l'église de Saint-Cloud et enfin à l'église Saint-François-Xavier à Paris durant 45 ans.
Gaston Litaize a enseigné l'orgue au conservatoire de Saint-Maur-des-Fossés. 
Son propre orgue de salon se trouve aujourd'hui au conservatoire à rayonnement départemental d'Épinal, dans la salle portant son nom.

## Compositions

### Orgue Solo
- Douze Pièces (1931-1937)
- Grand-Messe pour tous les temps (1948)
- Noël basque (1949)
- Cinq Pièces liturgiques (1951)
- Passacaille sur le nom de Flor Peeters (1953)
- Vingt-quatre Préludes liturgiques für Orgel ohne Pedal (1953-1955)
- Fugue sur l'Introït Da pacem  (1954)
- Thème varié sur le nom de Victor Gonzales (1957)
- Messe basse pour tous les temps (1959)
- Messe de la Toussaint (1964)
- Prélude et danse fuguée (1964)
- Epiphanie (1984)
- Deux Trios (1984) :
  - Divertissement à trois
  - Pièce en trio
- Arches - Fantaisie (1987)
- Suite en forme de Messe (1988)
- Reges Tharsis - Méditation sur l'offertoire de l'Epiphanie
- Offerte vobis pacem (1991)
- Diapason - Fantaisie sur le nom de Jehan Alain

### Orgue et autres instruments
- Passacaille pour orgue et orchestre (1947)
- Cortège  pour cuivres et orgue (1951)
- Pentecôte - Triptyque pour deux orgues (1984) :
  - Vigile
  - Nocturne
  - Séquence
- Diptyque pour hautbois et orgue:
  - Andantino
  - Scherzo
- Triptyque pour cor et orgue
- Sonate à deux pour orgue a quatre mains

### Œuvres diverses
- Récitatif et thème varié pour clarinette et piano (1947)
- Missa solemnior[1] pour quatre voix mixtes et orgue (1954)
- Missa Virgo gloriosa pour soprano, ténor et basse voix et orgue (1959)
- Magnificat pour six voix mixtes, assemblée et orgue (1967)